# Terratrèmol de Ya'an del 2013
El Terratrèmol de Ya'an va tenir lloc a les 08:02 hora de Beijing (00:02 UTC) el 20 d'abril del 2013. L'epicentre es va situar a prop de Lushan, Ya'an, a la província de Sichuan, Xina, que és a uns 116 km de Txengdu. La magnitud del terratrèmol va ser de 6,6 en l'escala de Richter

## Efectes
El terratrèmol es va produir al llarg de la Falla de Longmenshan i va tenir lloc en una província que ja havia estat seriosament afectada per un terratrèmol el 2008. 200 persones haurien mort i més de 10.000 haurien resultat ferides (a les 10:00 CET), segons informes oficials, i diversos pobles haurien patit importants afectacions. Es van produir unes 250 rèpliques, la més forta de les quals va tenir un nivell de 5,3 en l'escala de Richter Molts edificis antics de Lushan es van ensorrar. El servei d'electricitat fou interromput i les xarxes elèctriques als xians de Baoxing, Lushan, i Tianquan van quedar destruïdes. Les telecomunicacions van quedar interrompudes a part de Ya'an. Les seccions de Chengdu–Ya'an i Ya'an–Xichang de l'autopista Beijing-Kunming van ser reservades exclusivament als vehicles de rescat i tancades a la resta de vehicles. La secció de Xiaojin (小金段) de l'Autopista Provincial de Sichuan 2010 entre Baoshan (宝山) i Lushan quedà interrompuda. Alguns membres dels equips de rescat van haver de caminar fins a Baoxing perquè les carreteres més importants a Baoxing estaven tallades. Les restes de runa i altres deixalles arrossegades pel riu Yuxi (玉溪河) van fer aparèixer un embassament a Jinjixia (金鸡峡), Lushan.

## Reaccions
Per socórrer els afectats, les autoritats van enviar a la zona més de 6.000 soldats de l'Exèrcit Popular d'Alliberament, així com 1.400 treballadors de rescat provincials i 120 vehicles de suport. A més, van ser enviats 180 metges d'un equip de resposta d'emergència de la Xina i gossos de recerca i rescat, amb voluntaris mobilitzats d'altres parts del país; el nou primer ministre, Li Keqiang, es va desplaçar a la zona dels fets per supervisar personalment la marxa de les operacions de rescat.